# Pingali Venkayya
Pingali Venkayya (* 2. August 1876 in Bhatlapenumarru bei Masulipatnam, Andhra Pradesh; † 4. Juli 1963) hat die indische Nationalflagge entworfen.
Nach der Oberschule in Masulipatnam, ging er nach Colombo um seine Senior Cambridge Ausbildung zu beenden. Zurück in Indien, arbeitete er als Eisenbahnschaffner und Regierungsangestellter in Bellary. Später zog er nach Lahore, wo er am Anglo-Vedic college Urdu und Japanisch studierte.
Von 1906 bis 1911 war Pingali vornehmlich damit beschäftigt, verschiedene Nutzpflanzensorten zu vergleichen, und veröffentlichte eine Studie zur Baumwollart Cambodia Cotton. Er wurde dadurch als Patti Venkayya (Baumwoll-Venkayya) bekannt.
Später kehrte er nach Masulipatnam zurück und widmete sich zwischen 1916 und 1921 dem Studium verschiedener Flaggen und entwickelte schließlich die gegenwärtige indische Trikolore.